# Паола Пітаґора
Паола Пітаґора (італ. Paola Pitagora, при народженні Ґарґалоні, італ. Paola Gargaloni, *24 серпня 1941 року) — італійська акторка.

## Біографія
Паола Пітагора вивчала акторську майстерність в Експериментальному центрі кінематографії в Римі та в акторській школі Алессандро Ферсена. Свою кар'єру розпочала на ТБ, була ведучою і учасницею шоу-проєктів, музичних вечорів і свят. Стала відомою як авторка і виконавиця пісень для дітей. З 1962 року — на театральній сцені. З успіхом грала в п'єсах Стріндберга, сучасних італійських драматургів, музичних комедіях. Дебют в кіно — «Лазуровий берег» (Costa Azzurra, 1959, реж. Вітторіо Сала).  
Широку популярність Паоло Пітагора отримала як виконавиця провідних ролей у фільмах: антифашистській картині Джіло Понтекорво «Капо» (1960), Анна в екранізації роману М. Пратезі «Бездоріжжя» (La viaccia, 1961, реж. Мауро Болоньїні), Марія Магдалена в картині «Варавва» (Barabba, 1962, реж. Річард Флейшер), Лаура в екранізації роману Ж. Лаборде «Вбивці ім'ям порядку / Вбивство в ім'я порядку / Злочин в ім'я порядку» (Inchiesta su un delitto della polizia, 1971, реж. Марсель Карне). Удостоєна Премії «Срібна стрічка» за виконання головної ролі у стрічці «Ми нічого про неї не знаємо» (Senza sapere niente di lei, 1969, реж. Луїджі Коменчіні). Одна з найкращих ролей Паоли Пітагори — Джулія в фільмі-гротеску Марко Беллокйо «Кулаки в кишені» (1965). Акторка створила характер суперечливий і неоднозначний. Пік популярності Паоли Пітагори припав на 60-ті — початок 1970-х. Знімалася у Франції у Анрі Вернея, Жозе Джованні, Жана-П'єра Моки, Марселя Карне. 
З 1964 року активно знімалася в серіалах і телефільмах. Успіхом користувалися ролі Пітагори в серіалах «Джонні 7» (1964—1965), і Лючія Монделло в теледрамі «I promessi sposi» (1967), Джуді Адамсон в серіалі «Андромеда» (1972, реж. Луїджі Вануччи) і ін. В 80-ті — 90-ті роки, в основному, знімалася на ТБ. Виконала роль директора клініки Джованни Медічі в серіалі «Пристрасті по-італійськи / Incantesimo» (1998—2008). Ця роль повернула акторці колишню любов аудиторії й величезну популярність — в 2003 році шанувальники серіалу створили фан-клуб Паоли Пітагори.  
Дочка — акторка Евіта Кірі.

## Фільмографія
- Costa Azzurra (1959)
- Messalina, Venere imperatrice (1960)
- Kapò (1960)
- La viaccia (1961)
- Cronache del '22 (1962)
- Barabba (1962)
- Il terrore di notte (1962)
- La vita provvisoria (1962)
- Ragazze di buona famiglia (1964)
- Operazione terzo uomo (1965)
- 1965: Кулаки в кишені (I pugni in tasca) — Джулія
- 1966: Вибачте, ви за чи проти? / (Scusi, lei è favorevole o contrario?) — Валерія Конфорті
- Bersaglio mobile (1967)
- I promessi sposi (sceneggiato televisivo) (1967)
- Les Compagnons de la Marguerite (1967)
- Caroline chérie (1968)
- Tenderly (1968)
- Salvare la faccia (1969)
- Senza sapere niente di lei (1969)
- Alla ricerca di Gregory (In Search of Gregory) (1969)
- Disperatamente l'estate scorsa (1970)
- Fermate il mondo... voglio scendere! (1970)
- In cerca di Gregory (1970)
- Policeman (1970)
- Equinozio (1971)
- Solo andata (1971)
- Inchiesta su un delitto della polizia (1971)
- 1972 : Револьвер (Revolver) — Карлотта
- Il sindacalista (1972)
- Il vero e il falso (1972)
- A come Andromeda (1972)
- Il serpente (1973)
- Un amore così fragile così violento (1973)
- Il domestico (1974)
- Chiunque tu sia (1977)
- Aiutami a sognare (1981)
- Napoli storia d'amore e di vendetta (1979)
- Atelier (1986)
- Gli assassini vanno in coppia (1990)
- Tutti gli anni una volta l'anno (1995)
- Non con un bang (1999)
- Incantesimo 1-9 — serie TV (1998-2007)
- I cerchi nell'acqua (2011)
- Le tre rose di Eva — serie TV (2012-2013)
- Gli anni spezzati - L'ingegnere (2014)

...